# Andover (Dakota Południowa)
Andover – miasto w Stanach Zjednoczonych, w stanie Dakota Południowa, w hrabstwie Day.